# ژوزف لوئی لاگرانژ
ژوزف لویی لاگرانژ (به فرانسوی: Joseph-Louis Lagrange) (به ایتالیایی: Giuseppe Luigi Lagrangia) (زاده ۲۵ ژانویه ۱۷۳۶ در تورین ایتالیا؛ درگذشته ۱۰ آوریل ۱۸۱۳ در پاریس) ریاضی‌دان، فیزیک‌دان و ستاره‌شناس ایتالیایی-فرانسوی بود.

## زندگی
او یکی از ۱۱ فرزند جوزپه فرانچسکو لودویکو لاگرانژ (مدیر خزانهٔ نظامی پادشاهی ساردینیا) و ماریا ترزا گراس (تنها دختر یکی از ثروتمندترین پزشکان) بود. پدرش از جایگاه اجتماعی و ثروت خوبی برخوردار بود، اما پیش‌از بزرگ‌شدن پسرش، بیشتر دارایی‌اش را در سفته‌بازی از دست داد و لاگرانژ جوان مجبور به تکیه بر توانایی‌های خودش شد.
لاگرانژ، در دانشگاه تورین، جایی که نخستین‌بار به ریاضیات پرداخت، تحصیل کرد. در نخستین برخورد با ریاضیات، چندان به آن علاقه‌مند نشد و هندسه یونان را ملال‌آور یافت. علاقه‌اش اما با مقاله ادموند هالی، که در آن به جبر بیش‌از هندسه، به عنوان ابزار تجزیه‌وتحلیل پرداخته‌شده‌بود، برانگیخته‌شد. او خود را به ریاضی مشغول کرد و زود به مهارت رسید.
نخستین ثمره تلاش‌های لاگرانژ، نامه‌ای بود که حدود ۱۷۵۴ میلادی به ریاضی‌دان مشهور، اویلر نوشت و مسئله ایزومتریک را که بیش‌از نیم قرن موضوع بحث ریاضی‌دانان بود حل کرد. چیزی که لاگرانژ را به حل این مسئله واداشت، خواندن بخشی از مقاله اویلر بود.
لاگرانژ، در نوزده‌سالگی استاد ریاضی دانش‌سرای نظامی‌سلطنتی تورین شد و آن‌جا نخستین مقاله‌اش را دربارهٔ معادلات دیفرانسیل منتشر کرد. لاگرانژ هم‌چنین، ۱۷۵۷، از بنیان‌گذاران آکادمی تورین بود.
۱۷۵۶، لاگرانژ از سوی فریدریش دوم، مدیر آکادمی علمی پروس و جانشین اویلر در برلین شد. در زمان ناپلئون نیز، سناتور و کنت فرانسه شد.
مقبره لاگرانژ در پانتئون است. او هنگام مرگ هفتادوهفت سال داشت.